# Ivanovo
Ivanovo (tiếng Nga: Иваново) là một thành phố và trung tâm hành chính của tỉnh Ivanovo, Nga. Dân số: 406.465 (2008); 431.721 (điều tra dân số 2002); 481.042 (điều tra dân số 1989).

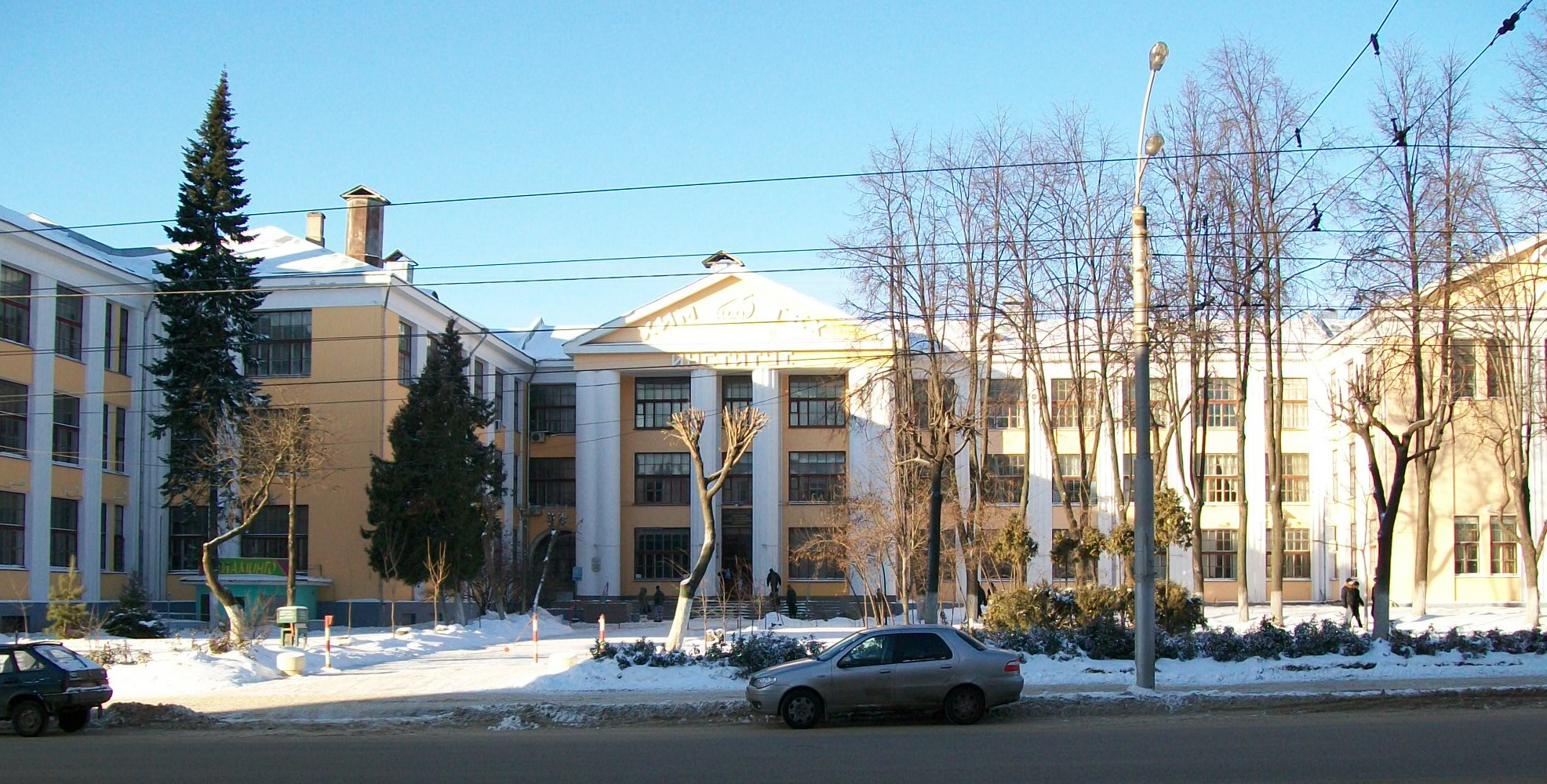
Ivanovo State University of Chemistry and Technology
Ivanovo's rapidly-changing industrial cityscape.Ivanovo's rapidly-changing industrial cityscape.
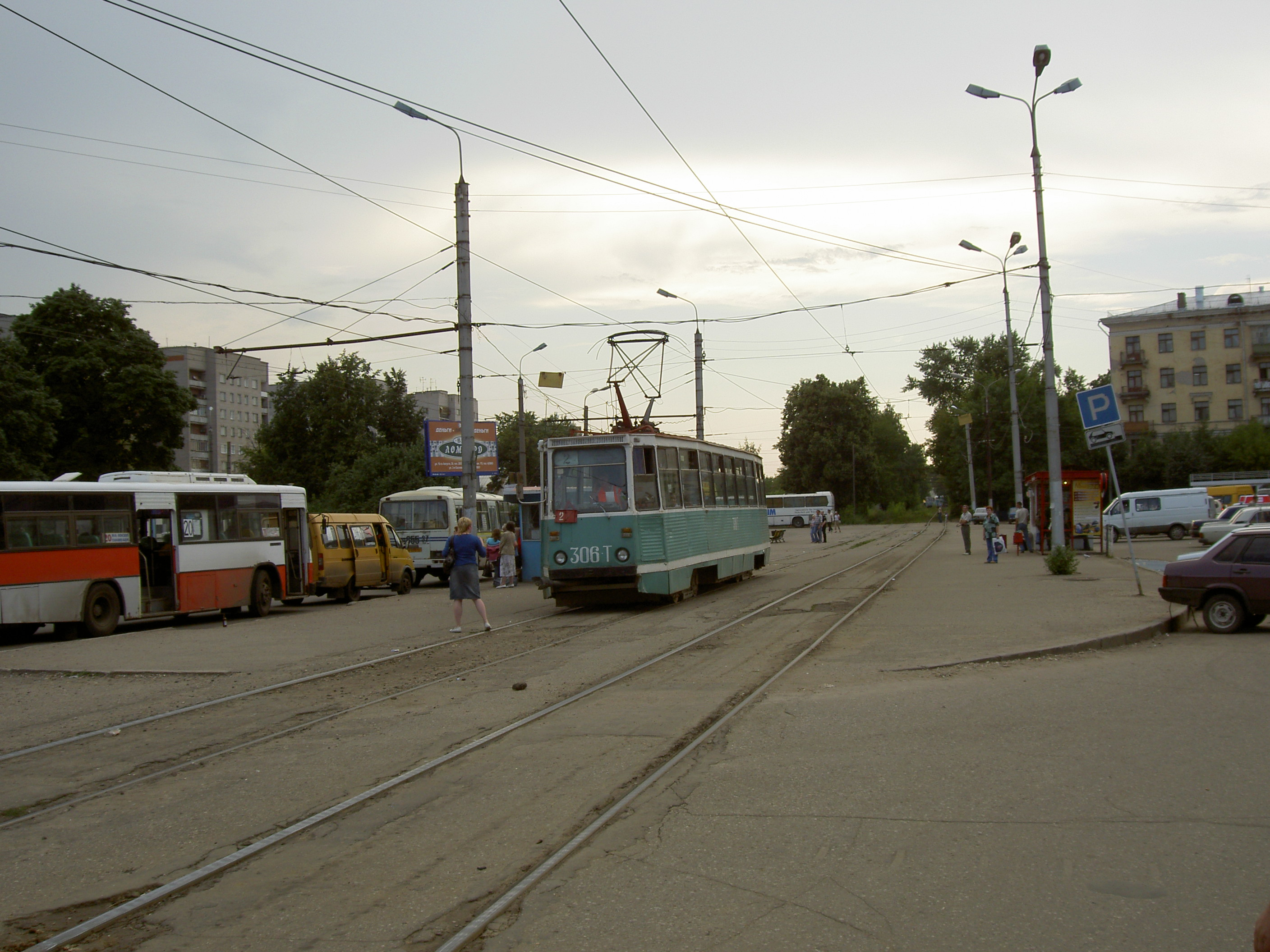
Tram service in Ivanovo was cancelled in June 2008
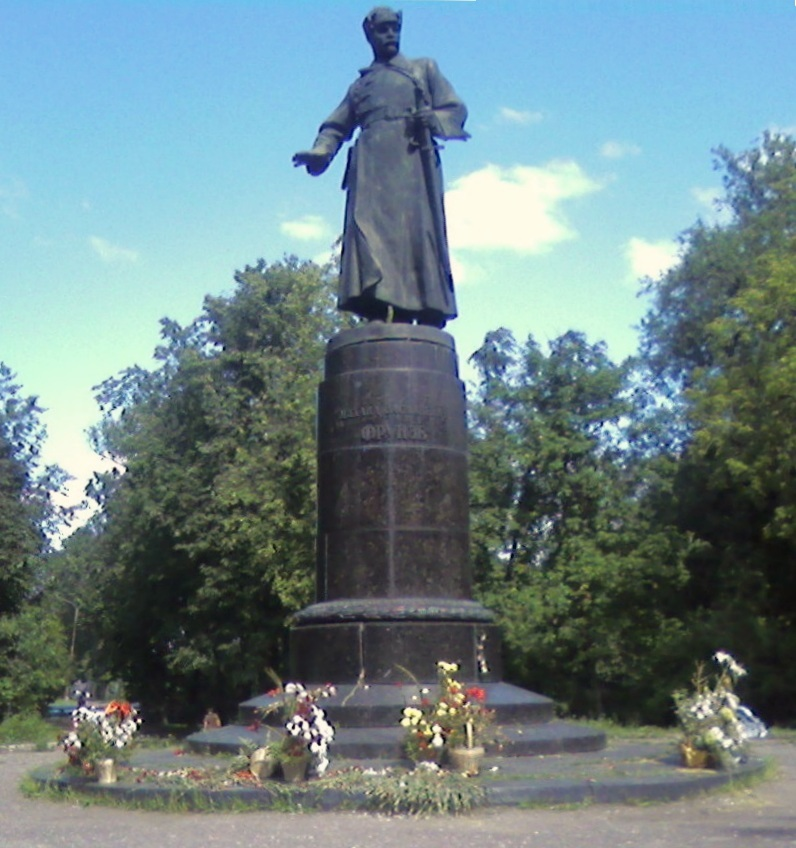
M.Frunze's monument

## Liên kết
- Ivanovo official website
- Ivanovo city portal
- Ivanovo Region Newspaper IVANOVSKAYA GAZETA – Internet version Lưu trữ ngày 13 tháng 7 năm 2011 tại Wayback Machine
- Ivanovo official business website Lưu trữ ngày 8 tháng 9 năm 2008 tại Wayback Machine
- Ivanovo business informational classified directory website
- Ivanovo Wiki (IvanovoWiki – wikipedia of Ivanovo)[liên kết hỏng]
- All textil company  – city Ivanovo
- Ivanovo city streets views
- Reviews and ratings of restaurants and hotels Ivanovo. Lưu trữ ngày 24 tháng 9 năm 2010 tại Wayback Machine
- Ivanovo non-official website[liên kết hỏng]